# Арињано
Арињано (итал. Arignano) је насеље у Италији у округу Торино, региону Пијемонт.
Према процени из 2011. у насељу је живело 668 становника. Насеље се налази на надморској висини од 299 м.

## Становништво
Према резултатима пописа становништва 2011. у општини је живело 1.039 становника.
| 1931. | 1936. | 1951. | 1961. | 1971. | 1981. | 1991. | 2001. | 2011. |
| ----- | ----- | ----- | ----- | ----- | ----- | ----- | ----- | ----- |
| 846   | 891   | 843   | 880   | 726   | 774   | 840   | 898   | 1.039 |

## Партнерски градови
- Comillas